# كأس السوبر الأندوري 2006
بطولة كأس السوبر الأندوري 2006 هي النسخة الرابعة من بطولة كأس السوبر الأندوري ، لعب يوم 17 سبتمبر 2006 في أيكسوفال ، بين فريق رانجرز الفائز بالدوري وفريق سانتا كولوما الفائز بكأس أندورا. وقد انتهت المباراة بفوز رانجرز بالمباراة بنتيجة 4–3 بعد الوقت الإضافي نتيجة انتهاء الوقت الأصلي بالتعادل الإيجابي بين الفريقين بهدفين لكل منهما ، ليحصد لقبه الأول في تاريخ البطولة.

## التفاصيل
| رانجرز                                      | 4–3 (ب.و.إ.) | سانتا كولوما                                 |
| ------------------------------------------- | ------------ | -------------------------------------------- |
| بورو 90' · تشانتشا 90+1'، 99' · كارليس 102' |              | توسكانو 9' (ركلة.)، 115' (ركلة.) · دييغو 16' |